# Rim-Sîn I
Rim-Sîn I var kung av Larsa från 1758 f.Kr. till 1699 f.Kr. eller 1822 f.Kr. till 1763 f.Kr. (beroende på kronologi som används). Hans syster En-ane-du var översteprästinna i Ur. Rim-Sîn I härskade samtidigt som Hammurabi av Babylon och Irdanene av Uruk.

## Regeringstid
Rim-Sîn tillträdde Larsas tron runt 1822 f.Kr. (enligt Mellankronologin) när han efterträdde sin bror, Warad-Sin. Det nysumeriska rikets kollaps hade gjort att de sumeriska stadsstater än en gång blev självständiga och Rim-Sîn började omedelbart att expandera Larsas gränser genom att anfalla de närliggande stadsstaterna Uruk, Isin och Babylon och erövra delar av deras territorium. År 1808 f.Kr. hade hans rike blivit så mäktigt att andra stadstater började bli riktigt oroliga. Isin, Uruk och Babylon enade sig i en koalition mot Larsa men de besegrades och 1807 f.Kr. erövrade Rim-Sîn Pi-Naratim (Tigris och Eufrats mynningar) och en serie ytterligare erövringar följde därefter, 1805 f.Kr. föll Zibnatum och Bit-Susin och 1804 f.Kr föll Uzarbara. År 1802 f.Kr. föll Kisarra vilket och staden Der intogs och nedbrändes.År 1801 f.Kr. lyckades de inta Uruk som plundrades, men invånarna i staden skonades. 1797 f.Kr. invaderade han Isins territorium och staden föll 1792 f.Kr. Erövringen av Isin var viktig för Rim-Sîn och han påbörjade en ny tideräkning med startpunkt från det året.
År 1787 f.Kr. skall kung Hammurabi av Babylon lett ett anfall mot Isin som då ingått i Rim-Sins rike i cirka fem år och babyloniska skrifter menar att staden erövrades. Detta är dock troligen en överdriven beskrivning av en framgångsrik räd och relationen mellan de båda stadsstaterna verkar därefter ha varit fredlig fram tills 1764 f.Kr. då Hammurabi förklarade krig mot Larsa. Som casus belli användes att Rim-Sin vägrat att stödja Hammurabi i hans krig mot Elam trots att han lovat att han skulle skicka trupper. Hammurabi och hans allierade Mari anföll först gränsstaden Mashkan-shapir i norra delen av Rim-Sins rike och staden intogs. Efter det verkar de snabbt ha nått Larsa varpå en sex månader lång belägring följde, varpå staden intogs. Rim-Sin lyckades fly ut ur staden, men hittades snabbt och fängslades. Han avled senare i fångenskapen.
Rim-sin såg sitt rike som en naturlig fortsättning av det nysumeriska riket och hade Hammurabi inte krossat hans stat är det möjligt att det nysumeriska riket ansetts ha överlevt en längre tid.

## Bilder

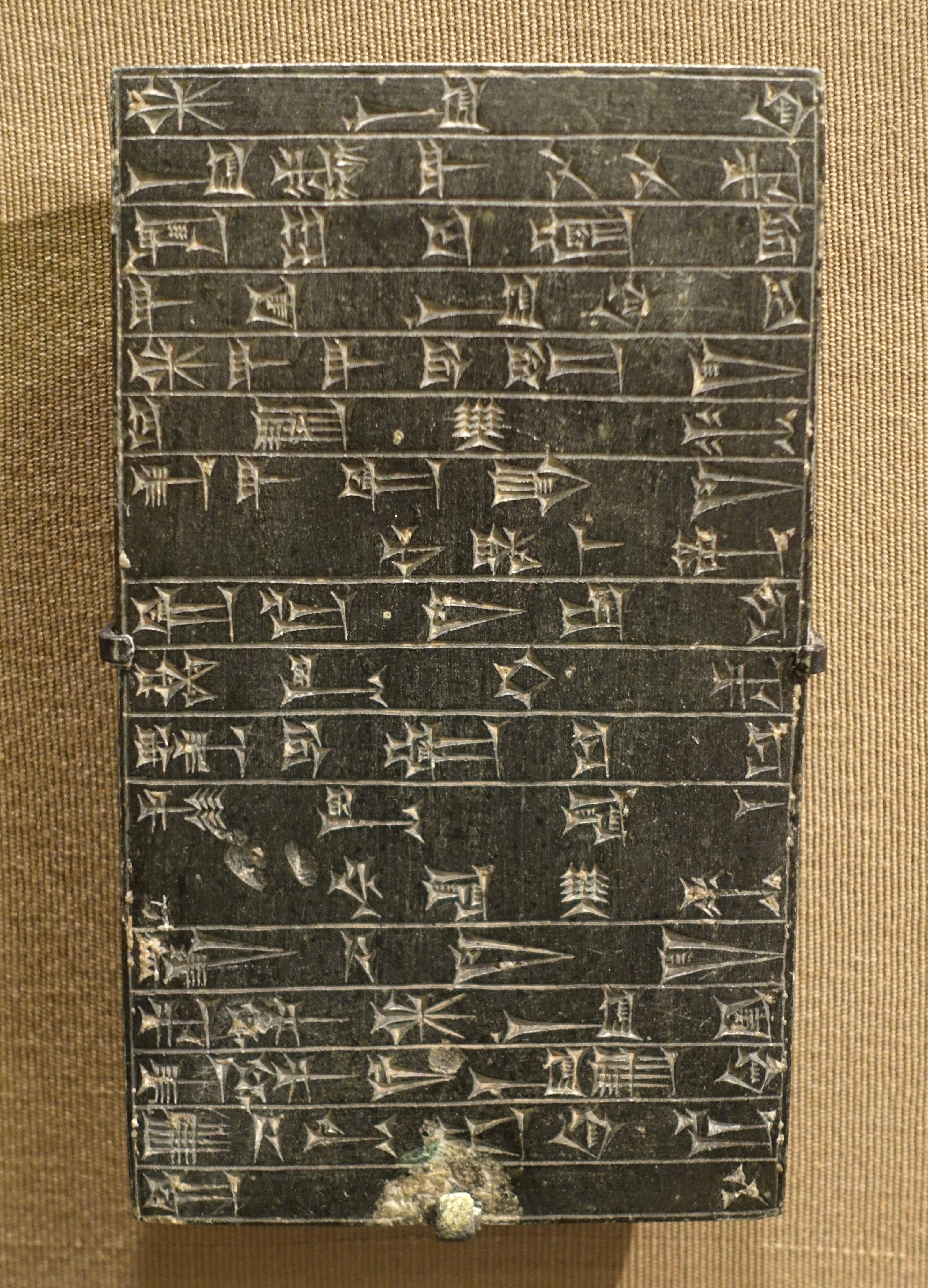
Rim-Sîn grundartavla. Användes på samma sätt och ibland tillsammans med grundarfigurerna - Oriental Institute Museum, University of Chicago.
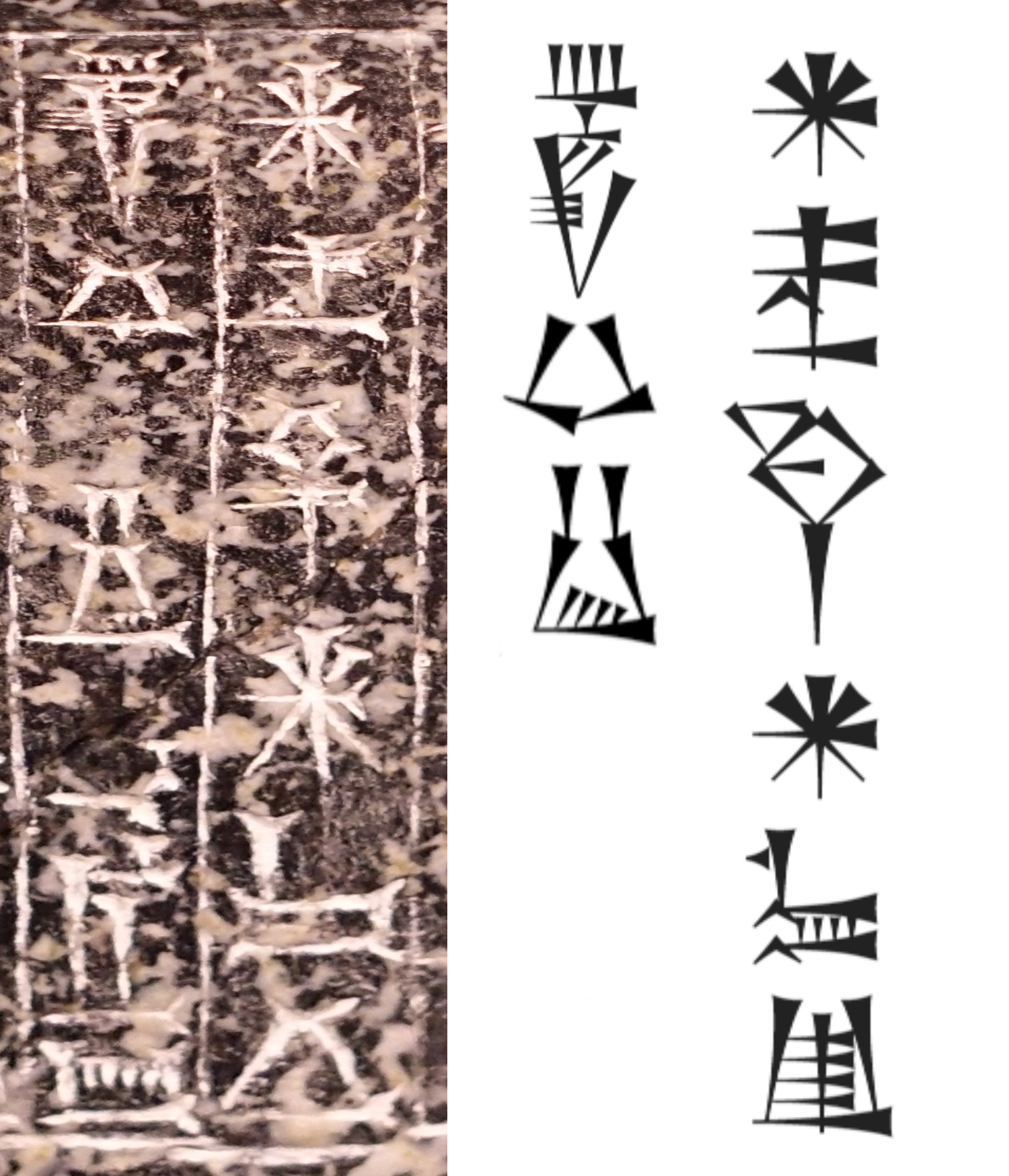
Text på stenskålen "Rim-Sîn, kung av Larsa"